# Gregorio Álvarez
Gregorio Conrado Álvarez Armelino (Lavalleja, 26 de novembro de 1925 – Montevidéu, 28 de dezembro de 2016) foi um militar (general) uruguaio. Foi presidente ditador do Uruguai entre 1981 e 1985. Durante a ditadura civil-militar (1973–1985).
Foi condenado em 2009, acusado de ser coautor de "homicídio muito especialmente agravado" de dois fatos ocorridos em 1973 e 1978, contra militantes Tupamaros.